# Vegas Pro
Vegas Pro (do verze 13 Sony Vegas) je video editační software od německé firmy MAGIX, který jej koupil v roce 2016 od Sony Creative Software a ten od Sonic Foundry. Původně čistě software na úpravu zvuku je určen především pro stříhání a úpravu video záznamu, ale umí také nahrávat a editovat zvuk, např. mluvený komentář nebo hudební podkres k filmu. Součástí balíku je také software DVD Architect pro tvorbu a vypalování vlastních DVD a Blu-ray disků.
Zvláště díky své nízké pořizovací ceně se těší oblibě především u začátečníků a poloprofesionálů jako jsou například YouTubeři. V profesionální sféře jsou používány spíše produkty společností Adobe nebo Avid. Nejnovější verze - 16.0.0.307 (update 2) z října 2018, pro starší 15.0.0.416 (update 8) z listopadu 2018, pro verzi 14 je to 14.0.0.271 (update 7) ze 27. července 2017.
V lednu 2018 oznámili nový model prodeje, pomocí měsíčního předplatného, kdy se platí za každý měsíc. Na výběr je se upsat na tři měsíce, či na celý rok.

## Varianty Vegas
- Vegas Pro - nejlépe funkčně vybavená verze určená profesionálům a poloprofesionálům, poslední verze má číslo 19
  - Vegas Pro Edit – Profesionální úprava videa (698 €)[2]
  - Vegas Pro – Klasická verze (898 €)[3]
  - Vegas Pro 360 – měsíční předplatné programu 19,99€/měsíc, nebo 16,67€/měsíc[2]
  - Vegas Pro Suite – Nejdražší verze (1098 €)[2]
- Vegas Movie Studio - odlehčená verze určená spíše pro domácí použití; existuje v několika variantách, které se liší obsahem balení a funkcemi, aktuálně jsou to (všechny ve verzi 10):
  - VEGAS Movie Studio (49,99 €)
  - VEGAS Movie Studio Platinum Edition (79,99 €)
  - VEGAS Movie Studio Pro Pack
  - VEGAS Movie Studio HD
  - VEGAS Movie Studio Suite (139,99 €)